# Histoire de la mondialisation économique
Cet article présente les faits marquants de la mondialisation économique.

## Les graines de la mondialisation avant les grandes découvertes

### Le commerce lointain dans l'Antiquité et au Moyen Âge
Le commerce lointain est ancien. Les spécialistes pensent que dès le IIe siècle av. J.-C., les Chinois avaient mis en place un réseau commercial visant à exporter la soie vers l'Occident. Elle était par exemple utilisée par la cour de Perse et son roi Darius III lorsqu'Alexandre le Grand fit la conquête de cet empire.
Dès le début de l'ère chrétienne, les bois, les résines et les épices de l'archipel indonésien se vendent en Chine, en Inde et au Moyen-Orient. Dans son Histoire naturelle, l'historien romain Pline l'Ancien (23 apr. J.-C. - 79) donne des descriptions de bateaux à balanciers de type indonésien qui commercent avec la côte orientale de l'Afrique.
Avec la chute de la dynastie Tang (618-907) en Chine, les routes terrestres la reliant à l'Asie centrale et au Moyen-Orient deviennent peu sûres. Pour son commerce extérieur, la Chine se tourne vers les routes maritimes passant par l'Asie du Sud-Est. Au Xe siècle, le commerce chinois s'étend jusqu'au littoral arabe et aux ports de Siraf et Bassora sur le golfe Persique et de Suhar sur le golfe d'Oman.
L'Afrique orientale était intégrée dans ce réseau commercial. Un ouvrage arabe, les Merveilles de l'Inde, rapporte le témoignage d'un marchand du nom d'Ibn Lakis qui en 945, voit arriver sur la côte du Mozambique "un millier d'embarcations" montées par des Waq-Waq, c'est-à-dire des Indonésiens, qui viennent chercher des produits et des esclaves zeng, c'est-à-dire zenj, mot arabe désigne à l'époque les habitants de la côte orientale de l'Afrique.

### Les «économies-monde» méditerranéennes
Pour des historiens comme Fernand Braudel ou Immanuel Wallerstein, la structure économique du monde moderne existe déjà à partir du XVe siècle, et même dans l’Antiquité. 
« 
[…] le capitalisme a toujours été monopoliste, et marchandises et capitaux n’ont pas cessé de voyager simultanément, les capitaux et le crédit ayant toujours été le plus sûr moyen d’atteindre et de forcer un marché extérieur. Bien avant le XXe siècle, l’exportation des capitaux a été une réalité quotidienne, pour Florence dès le XIIIe siècle, pour Augsbourg, Anvers et Gênes au XVIe. Au XVIIIe siècle, les capitaux courent l’Europe et le monde »
Un monde au sens de Braudel désigne une entité économique autonome. L'économie-monde est un espace géographique délimité ; il ne s’agit donc pas nécessairement de la terre dans sa totalité, mais d’une région plus ou moins étendue selon l’époque et le lieu. Au centre de cet espace géographique rayonne une ville dominante qui joue le rôle de capitale économique. Autour d'elle se structure un espace organique en zones successives. On y trouve un cœur économique et politique constitué par les plus proches alentours de la capitale économique, puis en s’éloignant viennent des zones intermédiaires et enfin la périphérie. Au centre de l’économie monde se concentre la richesse des marchands, c’est là que convergent les revenus et les produits de luxe, c’est en ce point que se développent les arts, la science et les libertés. Les pays de la zone intermédiaire sont marqués par une industrie moins avancée, un système financier plus incertain et les libertés se font plus rares. Les pays en périphérie de ce monde se consacrent aux productions les moins avancées dans un système économique bien souvent esclavagiste. 
Pour Immanuel Wallerstein, le capitalisme se fonde dans cet espace géographique inégalitaire et le commerce inéquitable qui lie ses différentes composantes. Il y profite de l’existence des systèmes féodalistes et esclavagistes qui l’entourent. Certes le centre capitaliste est dépendant de la périphérie pour son approvisionnement, mais sa supériorité lui permet d’y imposer sa loi. Ce serait dans cette optique que l’Europe, passée du féodalisme au capitalisme, serait allée réinventer l’esclavage dans le Nouveau Monde. Mais cette analyse ne suffit pas, selon Braudel, à expliquer l’émergence du grand capitalisme, qui se fonde, grâce aux grandes découvertes, dans un commerce lointain avec d’autres grandes économies-monde comme celles d’Asie (la Chine, la péninsule Indochinoise …) et non pas seulement dans l’exploitation de sa propre périphérie. Ces relations, a priori superficielles et de peu d’importance dans les flux globaux, sont pourtant celles auxquelles se consacre le grand capital européen à partir du XVIe et du XVIIe siècle. La raison de l’importance primordiale de ses flux, a priori mineurs, est que seul le commerce de denrées produites dans des contrées lointaine permet de constituer des situations d’oligopoles, voire de monopoles favorables à l’enrichissement des marchands.
Historiquement, le XIVe siècle est marqué en Europe par la domination des cités italiennes, en particulier Venise et Gênes, centres d’un monde qui s’étend à travers la Méditerranée.  À partir de la fin du XVIe siècle, l’hégémonie italienne décline et les produits contrefaits par les Hollandais envahissent peu à peu la Méditerranée, ruinant par la force le commerce italien. Pour un temps, Anvers et Amsterdam deviennent les centres d’une nouvelle économie-monde.

## L'ère du mercantilisme
Historiquement, le commerce international a été le principal objet de réflexion des premiers économistes, les mercantilistes. Mais leur mode de raisonnement conduisait à une limitation importante des flux de marchandises entre les nations. Dans la pensée mercantiliste, toute sortie de marchandise est assimilé à une rentrée d’or, du fait de la vente d’un produit à des marchands étrangers. Au contraire toute importations constitue, symétriquement, une sortie d’or. Or l’or est à la base du fonctionnement de l’armée, et donc de la puissance des princes. Il convient donc à tout prix d’exporter autant que possible et d’empêcher les importations. Une telle logique a été favorable à une certaine forme de mondialisation impérialiste.

### La Hollande vers les Indes orientales
L’avènement de la domination économique des Provinces-Unies marque un tournant dans l’histoire de la mondialisation. Avec la création de la première Compagnie des Indes par les Hollandais en 1602, le capitalisme accélère le long processus de l’internationalisation des échanges. L’apparition du courant mercantiliste, traduction économique des écrits de Machiavel dans un contexte d’émergence du concept d’État-nation pousse les pays d’Europe dans une course à l’expansion territoriale à des fins économiques. Déjà le commerce bullioniste des puissances de la péninsule ibérique avait mené à la mise en place d’un commerce régulier entre l’Amérique du Sud et l’Europe.
La compagnie néerlandaise des Indes orientales est conçue comme un monopole de droit remis aux propriétaires d’une entreprise capitaliste, mais sous un contrôle étroit de l’État. Il s’agit historiquement de la première grandes société émettrice d’actions et d’obligations Elle est révélatrice de l’enracinement du capitalisme moderne dans un monopole commerciale vers les terres lointaines, tel que décrit par Fernand Braudel. 
Cette compagnie capitaliste est plus qu’une simple entreprise. Elle possède des flottes de guerre, de véritables armées terrestres qui livrent des guerres à des rois étrangers.
Loin d'Amsterdam, la compagnie se livre même à un commerce d'Inde en Inde entre ses différents comptoirs, gérant un commerce lucratif qui n'a pas pour destination ultime sa métropole. En 1670, 107 navires de la seule compagnie hollandaise vont de comptoirs en comptoirs en Inde. Au XVIIe et au XVIIIe siècles près d'un million de personnes ont été transportés par les navires de la compagnie.

### Vers l’Amérique en passant par l’Afrique
À partir du XVIe siècle, un important commerce régulier et structuré se met en place à travers l’Atlantique. Les Portugais importent de leur colonie américaine, le bois brésil et l’indigo qui servent à faire des teintures, tandis que les galions espagnols, attaqués par les pirates anglais et hollandais, rapportent l’or des mines américaines.  À l’aube du XVIIe siècle le commerce portugais est davantage concentré sur le transport du sucre, qui atteint déjà à l’époque 14 000 tonnes, pour l’or le commerce annuel dépasse les 10 000 tonnes au début du XVIIIe siècle. Les Français ont un commerce quasi nul avec le Canada, qu’ils perdent sans grands regrets en 1763 au profit de la couronne britannique. L’essentiel du commerce français se fait avec les Antilles qui produisent le sucre et les épices.  Pour permettre ses nombreuses importations vers les métropoles d’Europe, les grandes puissances mettent en place un fructueux commerce impliquant l’Afrique. 
Le commerce triangulaire se fonde sur le troc de marchandises européennes  en Afrique contre des esclaves noirs revendus aux propriétaires de plantations des Antilles, du Sud des futurs États-Unis et sont aussi utilisés pour alimenter les mines portugaises du Brésil. Avant 1650, ce commerce inhumain concerne en moyenne 10 000 personnes, mais le développement des colonies de plantations des Antilles et de l’agriculture cotonnière américaine suscite de nouveaux besoins qui accroissent les flux démographiques forcés. Les flux d'esclaves en provenance de l'Afrique noire vers les colonies concernent 900 000 personnes au XVIe siècle, pour passer de 7 à 8 millions au XVIIIe siècle. À partir du XIXe, les traites négrières sont interdites par les grandes puissances (la France révolutionnaire, l’Europe en 1815, les États-Unis) sous l’influence de la pensée philosophique des Lumières et de la pensée économique des classiques.

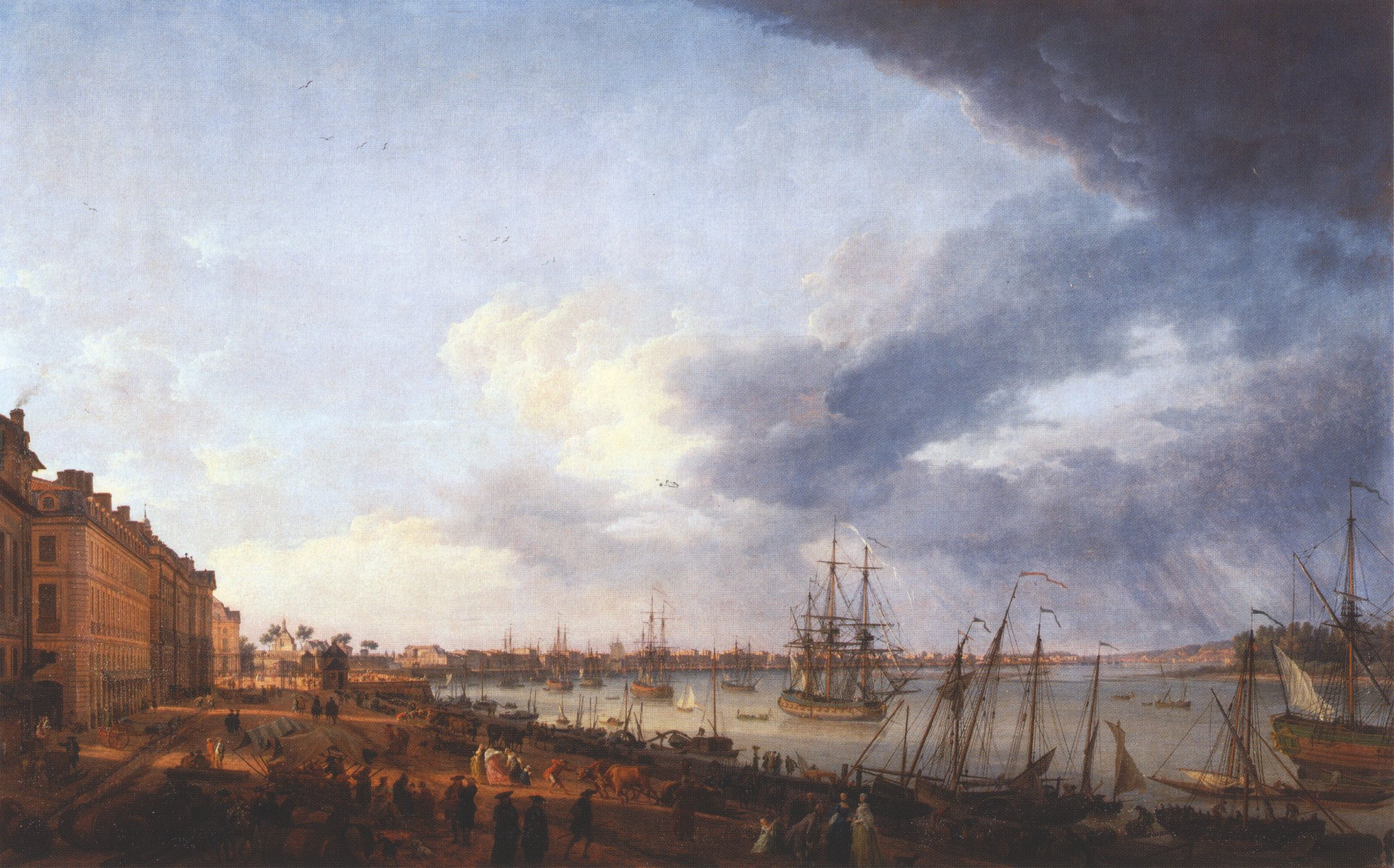
Joseph Vernet, Première vue du port de Bordeaux: prise du côté des Salinières, 1758

L’année 1776 marque la fin de la domination des penseurs mercantilistes, grâce à la parution du texte fondateur d’Adam Smith qui pose les grands principes du libéralisme, mais aussi la première contestation de l’impérialisme britannique en la Déclaration d'indépendance des États-Unis d'Amérique. En marge d’une guerre continentale entre Américains et Anglais, les puissances européennes se déchirent dans une guerre commerciale qui a déjà une dimension mondiale. La flotte française et les navires espagnols et hollandais combattent dans l’Atlantique Ouest non pour soutenir les rêves américains mais pour s’assurer le contrôle des Antilles, parmi les territoires les plus riches du monde. À l’autre bout du monde, France et Angleterre se battent aussi depuis le milieu du XVIIIe siècle pour le contrôle des comptoirs de l’Inde.

## Le libéralisme et la révolution industrielle

### Naissance du libre-échange
La parution des thèses d'Adam Smith en 1776 n’avait pas manqué d’attirer la curiosité des gouvernants, et dès 1786 la France et l’Angleterre avaient signé un premier traité, dit « Traité Eden-Rayneval », en vue de limiter les entraves au commerce entre les deux pays. Toutefois les troubles de la Révolution française et des guerres napoléoniennes retardent pour un temps l’essor du libre-échange.
En fait, les gouvernants restent pour la plupart dans une optique mercantiliste dont la politique se fonde sur la crainte du commerce étranger. Aux États-Unis, Alexander Hamilton, secrétaire au Trésor, préconise en 1791 la protection des industries du territoire contre la menace de l’industrie britannique. Si le marché américain est envahi par les produits d’une économie britannique de très loin dominatrice, jamais aucune industrie américaine naissante ne pourra survivre. En Grande-Bretagne, les Corn Laws, qui protègent l’agriculture britannique contre les importations étrangères sont revotées et défendues par les propriétaires terriens, malgré les attaques des économistes classiques. Enfin les états allemands se réunissent dans une union douanière en 1834, le Zollverein, mais suivent les recommandations de Friedrich List consistant à adopter un « protectionnisme éducateur» pour protéger les industries dans l’enfance.
La lutte pour le libre-échange n’est virulente qu’en Angleterre. Il ne s’agit pas d’un conflit entre deux pays, mais d’une opposition interne entre deux groupes sociaux différents : les propriétaires fonciers d’un côté, les industriels de l’autre. Ses derniers accusent les lois protectionnistes de provoquer une hausse du prix du pain, qui se traduit par une hausse des salaires des travailleurs, et finalement une réduction des profits. Cette analyse avait été développée par David Ricardo dès 1817. Il expliquait que la hausse du prix du grain profitait aux rentiers, et nuisaient aux industriels qui devaient augmenter les salaires nominaux pour assurer à leurs ouvriers le minimum vital. À terme cette dynamique devait, selon Ricardo, mener l’économie vers une croissance nulle. Réunis par Richard Cobden au sein d’un lobby industriel, l’Anti-Corn Laws League, les capitalistes de Manchester agitent le prolétariat pour obtenir du « pain bon-marché ». Alors qu’une terrible famine vient de toucher l’Irlande, ils obtiennent du gouvernement de Robert Peel l’abrogation de Corn Laws en 1846 à la suite d’une bataille parlementaire incertaine. Rompant avec la logique mercantiliste, le Royaume-Uni, première puissance du monde, retire une entrave au commerce étranger sans exiger la moindre compensation commerciale de la part des puissances adverses.
L’ouverture, sans conditions, du marché britannique aux autres grandes puissances de l’époque ne suffit pas à imposer une dynamique de libéralisation du commerce international. Le Royaume-Uni est alors de très loin la plus grande puissance économique du monde et cette hégémonie inquiète les industriels étrangers si bien que le discours libre-échangiste peine à convaincre à l’étranger. En France cependant, Napoléon III est sensible aux idées des classiques français (Jean-Baptiste Say, Frédéric Bastiat)  et du saint-simonien Michel Chevalier. Ce dernier obtient de l’empereur de négocier avec Richard Cobden un traité visant à resserrer les liens commerciaux entre la France et le Royaume-Uni. Malgré la farouche opposition des industriels français un accord de libre-échange est signé en 1860.

### L'atelier du monde
C’est donc selon la logique de la spécialisation que l’Angleterre va négliger son agriculture, pourtant la plus productive du monde à l’époque, au profit de son industrie. Mais cette décision s’inscrit dans une logique mondiale qui ne sera pas sans conséquences pour les colonies de son immense empire. L’Inde, exportateur net de produit textile au début du XIXe siècle, voit la plus grande partie de son industrie détruite par les importations de cotonnades britanniques et doit se spécialiser dans une production agricole. Or, au cours de la première moitié du XIXe les Britanniques commerce le blé et les autres grandes ressources vivrières avec les États-Unis, et décide d'affecter les terres de l’Inde aux cultures tropicales comme le coton ou l’indigo. Conséquence de cette spécialisation, la production vivrière indienne rentre dans une phase de déclin. L’Inde dépend alors du prix de vente de ses exportations pour assurer son alimentation via l’importation, subissant des famines lorsque la conjoncture lui est défavorable. 
La révolution industrielle permet donc aux Britanniques de mettre en place une économie-monde dont les manufactures de Grande-Bretagne sont le centre, et dont la puissance militaire et navale de l’empire contraint les colonies à des spécialisations diverses. Proche de l’Inde, l’île de Ceylan se consacre tout entière à la production de thé tandis que les britanniques finissent par découvrir une nouvelle ressource en Inde : la culture du pavot. Le principal débouché pour cette production lucrative ne se trouve pas loin, en Chine, mais l’Empire chinois craint les conséquences de la consommation de l’opium sur la bonne santé de son pays et en interdit l’importation. Les britanniques livrent donc une guerre maritime à la Chine, dite « guerre de l'opium » pour obtenir en 1842 la levée complète de toutes les restrictions au commerce de cette drogue.

## La «première mondialisation» (1850-1913)
Certains historiens ou économistes, à l'image de Suzanne Berger, qualifient de « première mondialisation » la période d’expansion du commerce et d’intensification des échanges de capitaux qui se manifeste entre le milieu du XIXe siècle et le début de la Première Guerre mondiale. 

### Les flux de marchandises
La révolution industrielle a fourni à quelques pays comme le Royaume-Uni, la France, puis les États-Unis et l’Allemagne le quasi-monopole des productions manufacturières, ce qui se traduit par la mise en place d’une division internationale du travail : les pays riches échangent des biens manufacturés aux pays pauvres contre des denrées alimentaires et des matières premières. À la veille de la Première Guerre mondiale, le commerce de ces produits primaires représente plus de la moitié du commerce mondial en valeur.
L’expansion du commerce international est soutenue par les innovations dans le domaine des transports, en particulier des transports maritimes. Il s’agit du développement des chemins de fer, mais surtout de l’abaissement des coûts de transport maritime : d’après Paul Bairoch, le coût moyen de transport (assurance et frais annexes compris) en pourcentage de la valeur des importations (CAF) passe d’entre 17 à 20 % en 1830 à environ 8 % en 1910. Cette tendance est permise par le développement progressif de la machine à vapeur (le tonnage de la flotte à vapeur du Royaume-Uni ne dépasse celui des navires à voile qu’en 1883) et la réalisation de grands canaux : le canal de Suez, inauguré en 1869, réduit de 40 % la distance entre Londres et Bombay. Dans le transport maritime, la baisse des coûts atteindrait 70 % entre 1840 et 1910.
Cette tendance s’ajoute à la signature de traités de libre-échange bilatéraux (qui se révèlent multilatéraux du fait de la clause de la nation la plus favorisée) qui suivent en Europe le traité franco-britannique de 1860. Seuls les États-Unis, à la suite de la victoire du Nord dans la Guerre de Sécession, renforcent leur politique protectionniste.
Finalement les échanges croissent beaucoup plus vite que la production, et atteignent, relativement au niveau de la production, des niveaux qui ne seront pas égalés avant longtemps. Ainsi, alors qu’il était d’environ 7,5 % vers 1850, le taux d'ouverture à l’exportation (i.e. le ratio exportations/PIB) de la France passe à 15,3 % en 1913. Il s’agit d’un taux similaire à celui constaté à la veille des années 1980.

### Les flux financiers internationaux
Les dernières décennies du XIXe siècle sont aussi marquées par une intensification de l’intégration financière internationale. Le Royaume-Uni, en particulier, finance des projets sur la plupart des continents. 
Entre 1880 et 1913, les capitaux passent les frontières relativement librement. Londres est la capitale de cette première globalisation financière, grâce aux surplus d’épargne qu’a permis de dégager la révolution industrielle anglaise. La France est le second grand investisseur mondial.
Certaines années, la Grande-Bretagne exporte en capitaux l’équivalent de 9 % de son PIB, suivi de près par d’autres pays européens, dont 9,1 % en 1914. Les exportations nettes de capitaux français entre 1887 et 1913, par exemple, ont représenté 3,5 % du produit national, une proportion supérieure au pourcentage actuel. De nombreux pays en développement bénéficient de ces mouvements de capitaux comme les colonies britanniques, la Russie (par le biais des fameux emprunts russes). Les capitalistes français procèdent aux premières délocalisations vers la Pologne, la Russie ou encore la Turquie . D’après M. Obstfeld et M. Taylor, le niveau d’intégration financière qu’atteint le monde à cette période est semblable à celui du milieu des années 1990. Les pays d'Amérique profitent quant à eux des capitaux britanniques : l'Argentine atteint des soldes courants équivalents à près de 19 % de son PIB.
À cette époque, la finance mondiale se concentre essentiellement sur des projets de développement, c’est-à-dire la construction de grandes infrastructures (usines, chemins de fer, canaux …).

### La Grande Dépression et la fin de la première mondialisation
Avec la Grande Dépression (1873-1896) les pays connaissent une tendance au repli protectionniste. La France met fin au traité de libre-échange avec l'Angleterre (Traité Cobden-Chevalier instauré en 1860).

## La Deuxième mondialisation

### L'essor du commerce mondial
Cet essor est porté par un marché qui s'internationalise notamment sur la production, la consommation et sur l’épargne. Les interactions commerciales vont au-delà des frontières, et cela tant pour le marché des capitaux que pour celui des particuliers.

### Les firmes transnationales
La première des firmes multinationales est Singer, entreprise américaine qui exporte des machines à coudre. Elle est suivie par Nestlé entreprise suisse qui délocalise également ses lieux de production. Ceci permet d'augmenter la part d'investissements directs à l'étranger quand 80 % des flux financiers avant 1914 sont des investissements de portefeuille. Cet essor révèle surtout une domination américaine à l'origine de la majorité de ces entreprises transnationales.

### La globalisation financière

#### Des dollars devenus européens
En 1971, le président américain Richard Nixon décide de supprimer la convertibilité du dollar en or, tuant de facto le système monétaire international qui reposait sur cette convertibilité. On trouve dans les origines de cette crise du dollar des prémices d’une globalisation financière, l’existence de dollar américain dont le gouvernement américain avait perdu le contrôle.
Selon les cas, on les appelait les eurodollars ou les pétrodollars. Il s’agissait de devises américaines détenues par les banques des pays d’Europe ou des pays producteurs de pétrole. À partir des années 1960, le dollar est soumis à une dangereuse inflation, notamment liée au financement de la guerre du Vietnam et à la "Great Society" de Johnson. Lorsque, pour garantir le maintien de la convertibilité de leur monnaie les États-Unis ont mis en place des mesures drastiques, comme l’interdiction de sorties de capitaux, l’économie mondiale s’est trouvée privée de sa monnaie de référence. Les entreprises et les financiers ont alors découvert que l’existence de dépôts en dollar dans les banques européennes permettaient à celles-ci de créer ex nihilo des dollars par le jeu du multiplicateur de crédit, faisant perdre aux banques centrales tout contrôle sur l’émission de cette monnaie de référence. Les États-Unis ayant décidé de restreindre l’émission monétaire, le monde s’approvisionnait en dollars dans les banques offshore.

#### Des eurodollars à l’endettement du tiers monde
La suppression de la convertibilité du dollar, symbolique de la fin du système économique de Bretton Woods fut aussi la raison du choc pétrolier de 1973 qui acheva de conclure le demi quart de haute croissance qu’avaient connu les pays développés depuis la fin de la Seconde Guerre mondiale.
Face à la perte de valeur du dollar, et dans un contexte de guerre au Moyen-Orient, les pays producteurs de pétrole de cette région organisent une forte hausse du prix de l’or noir, connu depuis sous le nom de choc pétrolier. Ce choc économique eut comme effet de freiner considérablement le volume des investissements dans les pays développés. Les Banques d’affaires détentrices d’eurodollars, pour nombre d’entre elles établies dans la City de Londres, durent trouver de nouveaux débouchés pour faire fructifier leur argent, celui-ci servant alors à octroyer des crédits importants aux États des pays en voie de développement, suivant l’idée qu’un État offre une certitude de remboursement. Ces prêts massifs et peu contrôlés menèrent dès 1982 le Mexique à se déclarer dans une situation d’insolvabilité, première manifestation de ce qui devait devenir la crise de l’endettement du Tiers Monde.